# Silly-le-Long
Silly-le-Long település Franciaországban, Oise megyében. Lakosainak száma 1206 fő (2022. január 1.). Silly-le-Long Oissery, Saint-Pathus, Montagny-Sainte-Félicité, Nanteuil-le-Haudouin, Ognes és Le Plessis-Belleville községekkel határos.

## Népesség
A település népessége az elmúlt években az alábbi módon változott:
| Lakosok száma | 1186 | 1170 | 1190 | 1160 | 1163 | 1166 | 1185 | 1195 | 1206 |
|               | 2013 | 2015 | 2016 | 2017 | 2018 | 2019 | 2020 | 2021 | 2022 |